# UCI Europe Tour de 2006-2007
O UCI Europe Tour 2006-2007 foi a terceira temporada do calendário ciclístico internacional europeu. Iniciou-se a 15 de outubro de 2006 com a Chrono des Nations e terminou a 16 de outubro de 2007 com o Prêmio Nacional de Clausura.
O ganhador foi o italiano Alessandro Bertolini, quem obteve 4 vitórias na temporada. Conseguiu os triunfos no Giro dos Apeninos, a Coppa Placci, a Coppa Agostoni e  o Giro do Veneto.
Por equipas, o triunfo foi para o Rabobank Continental, enquanto a Itália ganhou por países.

## Carreiras e categorias
O calendário contou com 311 carreiras. Delas, 108 foram por etapas enquanto 203 foram de um dia.
Duzentos oitenta e sete carreiras foram para categoria elite e 24 competições foram para categoria sub-23 (incluindo a carreira em estrada e contrarrelógio do campeonato europeu).
As carreiras elite foram: vinte e sete .HC (máxima categoria), seguido de cento trinta e quatro competições .1 e cento vinte e seis .2.
| Carreiras  | Categoria | Quantidade |
| ---------- | --------- | ---------- |
| Por etapas | 2.hc      | 11         |
| Por etapas | 2.1       | 42         |
| Por etapas | 2.2       | 46         |
| Por etapas | 2.2U      | 5          |
| Por etapas | 2.ncup    | 4          |
| Um dia     | 1.hc      | 16         |
| Um dia     | 1.1       | 92         |
| Um dia     | 1.2       | 80         |
| Um dia     | 1.2U      | 11         |
| Um dia     | 1.ncup    | 2          |
| Um dia     | CC        | 2          |

## Calendário

### Outubro de 2006
| Data | Carreira                    | Cat. | Ganhador            | Equipa          |
| ---- | --------------------------- | ---- | ------------------- | --------------- |
| 15   | Chrono des Nations          | 1.1  | Raivis Belohvoščiks | Universal Caffe |
| 17   | Prêmio Nacional de Clausura | 1.1  | Gorik Gardeyn       | Unibet.com      |

### Fevereiro de 2007
| Data     | Carreira                            | Cat. | Ganhador            | Equipa                 |
| -------- | ----------------------------------- | ---- | ------------------- | ---------------------- |
| 6        | Grande Prêmio Ciclista a Marsellesa | 1.1  | Jeremy Hunt         | Unibet.com             |
| 7 ao 11  | Estrela de Bessèges                 | 2.1  | Nick Nuyens         | Cofidis                |
| 10       | Grande Prêmio Costa dos Etruscos    | 1.1  | Alessandro Petacchi | Milram                 |
| 11       | Troféu Maiorca                      | 1.1  | Óscar Freire        | Rabobank               |
| 12       | Troféu Cala Millor                  | 1.1  | Vicente Reynés      | Caisse d'Epargne       |
| 13       | Troféu Pollença                     | 1.1  | Thomas Dekker       | Rabobank               |
| 14       | Troféu Soller                       | 1.1  | Antonio Colom       | Astana                 |
| 14 ao 18 | Tour do Mediterrâneo                | 2.1  | José Iván Gutiérrez | Caisse d'Epargne       |
| 15       | Troféu Calvia                       | 1.1  | Unai Etxebarría     | Euskaltel-Euskadi      |
| 18 ao 22 | Volta a Andaluzia                   | 2.1  | Óscar Freire        | Rabobank               |
| 20       | Troféu Laigueglia                   | 1.1  | Mikhail Ignatiev    | Tinkoff Credit Systems |
| 21 ao 25 | Volta ao algarve                    | 2.1  | Alessandro Petacchi | Milram                 |
| 24       | Coppa San Geo                       | 1.2  | Hrvoje Miholjević   | Loborika Croazia       |
| 25       | Tour du Haut-Var                    | 1.1  | Filippo Pozzato     | Liquigas               |
| 27 ao 3  | Volta à Comunidade Valenciana       | 2.1  | Alejandro Valverde  | Caisse d'Epargne       |

### Março de 2007
| Data     | Carreira                           | Cat.   | Ganhador             | Equipa                                |
| -------- | ---------------------------------- | ------ | -------------------- | ------------------------------------- |
| 2 ao 4   | Três Dias de Vaucluse              | 2.2    | Sébastien Turgot     | Vendée Ou                             |
| 3        | Beverbeek Classic                  | 1.2    | Nico Sijmens         | Landbouwkrediet-Tönissteiner          |
| 3        | Grande Prêmio Chiasso              | 1.1    | Pavel Brutt          | Tinkoff Credit Systems                |
| 3        | Omloop Het Volk                    | 1.hc   | Filippo Pozzato      | Liquigas                              |
| 4        | Clássica de Almeria                | 1.1    | Giuseppe Muraglia    | Acqua & Sapone-Caffè Mokambo          |
| 4        | Kuurne-Bruxelas-Kuurne             | 1.1    | Luca Mazzanti        | Ceramica Panaria-Navigare             |
| 4        | Grande Prêmio de Lugano            | 1.1    | Tom Boonen           | Quick Step-Innergetic                 |
| 4        | Troféu Zssdi                       | 1.2    | Simone Ponzi         | Zalf Désirée Fior                     |
| 7        | Le Samyn                           | 1.1    | Jimmy Casper         | Unibet.com                            |
| 7 ao 11  | Volta a Múrcia                     | 2.1    | Alejandro Valverde   | Caisse d'Epargne                      |
| 9 ao 11  | Três Dias de Flandres Ocidental    | 2.1    | Jimmy Casper         | Unibet.com                            |
| 10       | Milano-Torino                      | 1.hc   | Danilo Di Luca       | Liquigas                              |
| 10       | Flecha Flamenga                    | 1.2    | Jelle Vanendert      | Chocolade Jacques-Topsport Vlaanderen |
| 11       | Grande Prêmio Villa de Lillers     | 1.2    | Benoît Daeninck      | UV Aube                               |
| 11       | Porec Trophy                       | 1.2    | Marko Kump           | Adria Mobil                           |
| 11       | Troféu Franco Balestra             | 1.2    | Simone Ponzi         | Zalf Désirée Fior                     |
| 15 ao 18 | Istrian Spring Trophy              | 2.2    | Edvald Boasson Hagen | Maxbo-Bianchi                         |
| 15 ao 18 | Volta ao Distrito de Santarém      | 2.1    | Robert Hunter        | Barloworld                            |
| 18       | Omloop van het Waasland            | 1.2    | Niko Eeckhout        | Chocolade Jacques-Topsport Vlaanderen |
| 18       | Giro do Mendrisiotto               | 1.2    | Andreas Dietziker    | Team L.P.R.                           |
| 18       | Grande Prêmio San Giuseppe         | 1.2    | Andrey Solomennikov  | Rússia                                |
| 18       | Paris-Troyes                       | 1.2    | Yury Trofimov        | Moscow Stars                          |
| 21       | Nokere Koerse                      | 1.1    | Léon van Bon         | Rabobank                              |
| 21 ao 24 | The Paths of King Nikola           | 2.2    | Mitja Mahorič        | Peruntnina Ptuj                       |
| 23       | Clássica de Loire-Atlantique       | 1.2    | Nicolas Jalabert     | Agritubel                             |
| 25       | Grande Prêmio Cholet-Pays de Loire | 1.1    | Stéphane Augé        | Cofidis                               |
| 25       | Roue Tourangelle                   | 1.2    | Yury Trofimov        | Moscow Stars                          |
| 265      | Ronde van het Groene Hart          | 1.1    | Wouter Weylandt      | Quick Step-Innergetic                 |
| 26 ao 30 | Volta a Castela e Leão             | 2.1    | Alberto Contador     | Discovery Channel                     |
| 26 ao 1  | Volta à Normandia                  | 2.2    | Martijn Maaskant     | Rabobank Continental                  |
| 27 ao 31 | Settimana Coppi e Bartali          | 2.1    | Michele Scarponi     | Acqua & Sapone-Caffè Mokambo          |
| 28       | Através de Flandres                | 1.1    | Tom Boonen           | Chocolade Jacques-Topsport Vlaanderen |
| 28       | Grande Prêmio Waregem              | 1.2 Ou | Enrico Montanari     |                                       |
| 30 ao 1  | Grande Prêmio de Portugal          | 2.ncup | Vitor Rodrigues      | Portugal                              |
| 31       | E3 Prijs Harelbeke                 | 1.hc   | Tom Boonen           | Quick Step-Innergetic                 |
| 31 ao 1  | Critérium Internacional            | 2.hc   | Jens Voigt           | CSC                                   |

### Abril
| Data    | Carreira                                  | País                 | Cat.   | Vencedor            | Equipa                           |
| ------- | ----------------------------------------- | -------------------- | ------ | ------------------- | -------------------------------- |
| 1.      | Flecha Brabanzona                         | Bélgica              | 1.1    | Óscar Freire        | Rabobank                         |
| 1.      | Troféu Banca Popular de Vicenza           | Itália               | 1.2U   | Manuel Belletti     | Trevigiani Dynamon               |
| 3.-5.   | Três dias da Panne                        | Bélgica              | 2.hc   | Alessandro Ballan   | Lampre-Fondital                  |
| 5.-9.   | Semana Lombarda                           | Itália               | 2.1    | Aleksandr Yefimkin  | Barloworld                       |
| 6.      | Route Adélie                              | França               | 1.1    | Rémi Pauriol        | Crédit agricole                  |
| 7.      | Grande Prêmio Miguel Indurain             | Espanha              | 1.hc   | Rinaldo Nocentini   | Ag2r Prévoyance                  |
| 7.      | Hel van het Mergelland                    | Países Baixos        | 1.1    | Nico Sijmens        | Landbouwkrediet-Tönissteiner     |
| 7.      | Boucle de l'Artois                        | França               | 1.2    | Andrei Kliúiev      | Moscow Stars                     |
| 7.-9.   | Triptyque des Monts et Châteaux           | Bélgica              | 2.2    | Tom Leezer          | Rabobank Continental             |
| 8.      | Grande Prêmio da Villa de Rennes          | França               | 1.1    | Serhi Matveyev      | Ceramica Panaria                 |
| 8.      | Grande Prêmio da Ville de Nogent-sur-Oise | França               | 1.2    | Mateusz Mróz        | CCC Polsat-Polkowice             |
| 9.      | Giro do Belvedere                         | Itália               | 1.2    | Simone Stortoni     | Finauto Lucchini Neri            |
| 9.      | Volta a Colónia                           | Alemanha             | 1.hc   | Juan José Haedo     | Team CSC                         |
| 10.     | Grande Prêmio Palio do Recioto            | Itália               | 1.2U   | Robert Kišerlovski  | Adria Mobil                      |
| 10.-13. | Circuito de la Sarthe                     | França               | 2.1    | Andreas Klöden      | Team Astana                      |
| 11.-15. | Volta ao Alentejo                         | Portugal             | 2.1    | Manuel Vázquez      | Andalucía-Cajasur                |
| 12.     | Grande Prêmio Pino Cerami                 | Bélgica              | 1.1    | Luca Solari         | LPR Brakes                       |
| 13.-15. | Circuito das Ardenas                      | França               | 2.2    | Jérôme Coppel       | CR4C Roanne                      |
| 14.     | Tour de Drenthe                           | Países Baixos        | 1.1    | Martijn Maaskant    | Rabobank Continental             |
| 15.     | Klasika Primavera                         | Espanha              | 1.1    | Joaquim Rodríguez   | Caisse d'Épargne                 |
| 17.     | Paris-Camembert                           | França               | 1.1    | Sébastien Joly      | La Française des jeux            |
| 18.     | Scheldeprijs                              | Bélgica              | 1.hc   | Mark Cavendish      | T-Mobile Team                    |
| 18.     | Côte picarde                              | França               | 1.ncup | Simon Špilak        | Eslovénia                        |
| 18.-21. | Tour de Loir-et-Cher                      | França               | 2.2    | Alexandre Blain     | AVC Aix-en-Provence              |
| 18.-22. | Cinturón a Maiorca                        | Espanha              | 2.2    | Richard Faltus      | Team Sparkasse                   |
| 19.     | Grande Prêmio de Denain                   | França               | 1.1    | Sébastien Chavanel  | La Française des jeux            |
| 19.-22. | Giro dos Abruzzos                         | Itália               | 2.2    | Luca Ascani         | Aurum Hotels                     |
| 19.-22. | Rhône-Alpes Isère Tour                    | França               | 2.2    | Gabriel Rasch       | Maxbo Bianchi                    |
| 20.     | Belgrado-Banja Luka I                     | Sérvia               | 1.2    | Matej Gnezda        | Radenska Powerbar                |
| 21.     | Belgrado-Banja Luka II                    | Bósnia e Herzegovina | 1.2    | Žolt Der            | P-Nívó Betonexpressz 2000 Kft.se |
| 21.     | Liège-Bastogne-Liège sub-23               | Bélgica              | 1.ncup | Grega Bole          | Eslovènia                        |
| 21.     | Tour de Finistère                         | França               | 1.1    | Niels Brouzes       | Auber 93                         |
| 21.-25. | Grande Prêmio de Sochi                    | Rússia               | 2.2    | Aleksei Schmidt     | Moscow Stars                     |
| 22.     | Giro d'Oro                                | Itália               | 1.1    | Dainius Kairelis    | Amore & Vita-McDonald’s          |
| 22.     | Volta a Holanda Setentrional              | Países Baixos        | 1.2    | Kenny van Hummel    | Skil-Shimano                     |
| 22.     | Tour de Düren                             | Alemanha             | 1.2    | Marcel Beima        | Time-Van Hemert                  |
| 22.     | Tro Bro Leon                              | França               | 1.1    | Saïd Haddou         | Bouygues Telecom                 |
| 24.-27. | Giro do Trentino                          | Itália               | 2.1    | Damiano Cunego      | Lampre-Fondital                  |
| 25.     | Grande Prêmio della Liberazione           | Itália               | 1.2U   | Manuele Boaro       | Zalf Désirée Fior                |
| 25.-29. | Volta a Extremadura                       | Espanha              | 2.2    | Nuno Marta          | Madeinox-Bric-Loulé              |
| 25.-29. | Volta à Baixa Saxónia                     | Alemanha             | 2.1    | Alessandro Petacchi | Team Milram                      |
| 25.-1.  | Tour de Bretanha                          | França               | 2.2    | Lars Boom           | Rabobank Continental             |
| 26.-1.  | Giro delle Regioni                        | Itália               | 2.ncup | Rui Costa           | Portugal                         |
| 27.-29. | Volta à La Rioja                          | Espanha              | 2.1    | Rubén Plaza         | Caisse d'Épargne                 |
| 29.     | Paris-Mantes-en-Yvelines                  | França               | 1.2    | Niels Brouzes       | Auber 93                         |
| 29.     | Tour de Flandres sub-23                   | Bélgica              | 1.2U   | Alexandr Pliuschin  | Chambéry CF                      |
| 29.     | East Midlands International Cicle Classic | Reino Unido          | 1.2    | Malcolm Elliott     | Pinarello Racing                 |

### Maig
| Data    | Corrida                                        | País          | Cat. | Vencedor              | Equipa                  |
| ------- | ---------------------------------------------- | ------------- | ---- | --------------------- | ----------------------- |
| 1.      | Grande Prêmio do 1 de Maio                     | Bélgica       | 1.2  | Wouter Mol            | P3 Transfer-Fondas      |
| 1.      | Memorial Andrzej Trochanowski                  | Polónia       | 1.2  | Tomasz Lisowicz       | CCC Polsat-Polkowice    |
| 1.      | Grande Prêmio de Frankfurt                     | Alemanha      | 1.hc | Patrik Sinkewitz      | T-Mobile Team           |
| 1.      | Subida ao Naranco                              | Espanha       | 1.1  | Koldo Gil             | Saunier Duval-Prodir    |
| 1.      | Tour de Vendée                                 | França        | 1.1  | Mikel Gaztañaga       | Agritubel               |
| 2.      | Grande Prêmio de Moscovo                       | Rússia        | 1.2  | Roman Klimov          | Premier                 |
| 3.      | Mayor Cup                                      | Rússia        | 1.2  | Denis Galimzyanov     | Premier                 |
| 3.-7.   | Volta às Astúrias                              | Espanha       | 2.1  | Koldo Gil             | Saunier Duval-Prodir    |
| 4.-6.   | Szlakiem Grodów Piastowskich                   | Polónia       | 2.1  | Tomasz Kiendyś        | CCC Polsat-Polkowice    |
| 5.      | GP Herning                                     | Dinamarca     | 1.1  | Kurt Asle Arvesen     | Team CSC                |
| 5.      | Grande Prêmio Indústria e Artigianato-Larciano | Itália        | 1.1  | Vincenzo Nibali       | Liquigas                |
| 5.      | Tour d'Overijssel                              | Países Baixos | 1.2  | Marco Bos             | Jo Piels                |
| 5.-9.   | Cinco anéis de Moscovo                         | Rússia        | 2.2  | Aliaksandr Kuschynski | Liquigas                |
| 6.      | Circuito do Porto                              | Itália        | 1.2  | Jacopo Guarnieri      | Marchiol Ima Liquigas   |
| 6.      | Colliers Classic                               | Dinamarca     | 1.1  | Juan José Haedo       | Team CSC                |
| 6.      | Giro de Toscana                                | Itália        | 1.1  | Vincenzo Nibali       | Liquigas                |
| 6.      | Omloop der Kempen                              | Países Baixos | 1.2  | Lars Boom             | Rabobank Continental    |
| 6.-13.  | Volta à Turquia                                | Turquia       | 2.2  | Ivailo Gabrovski      | Vai-o-M-Hemus-Makedonya |
| 8.      | Coppa Città di Asti                            | Itália        | 1.2U | Tony Martin           | Thüringer Energie       |
| 8.-13.  | Quatro Dias de Dunquerque                      | França        | 2.hc | Matthieu Ladagnous    | La Française des jeux   |
| 9.-13.  | Giro do Friül-Venècia Júlia                    | Itália        | 2.2  | Alexander Filippov    | A.C.S. Gruppo Lupi      |
| 11.     | Memorial Oleg Dyachenko                        | Rússia        | 1.2  | Serguei Firsànov      | Rietumu Bank-Riga-Ideal |
| 11.-13. | Tour du Haut-Anjou                             | França        | 2.2U | Martijn Keizer        | Rabobank Continental    |
| 12.-13. | Clássica de Alcobendas                         | Espanha       | 2.1  | Luis Pérez Rodríguez  | Andalucía-Cajasur       |
| 12.-20. | Olympia's Tour                                 | Países Baixos | 2.2  | Thomas Berkhout       | Rabobank Continental    |
| 13.     | Grande Prêmio Indústrias do Mármore            | Itália        | 1.2  | Anton Rechetnikov     | Rússia                  |
| 16.-20. | Flecha do Sul                                  | Luxemburgo    | 2.2  | Borís Xpilévski       | Kio Ene-Tonazzi-DMT     |
| 16.-20. | Volta a Renania-Palatinado                     | Alemanha      | 2.1  | Gerald Ciolek         | T-Mobile Team           |
| 17.     | Troféu dos Escaladores                         | França        | 1.1  | Anthony Geslin        | Bouygues Telecom        |
| 17.-20. | Grande Prêmio Paredes Rota dos Móveis          | Portugal      | 2.1  | David Blanco          | Duja/Tavira             |
| 18.-20. | Tour de Picardía                               | França        | 2.1  | Robert Hunter         | Barloworld              |
| 19.     | Clássica Belgrad-Čačak                         | Sérvia        | 1.2  | Matija Kvasina        | Perutnina Ptuj          |
| 20.-27. | FBD Insurance Rás                              | Irlanda       | 2.2  | Tony Martin           | Thüringer Energie       |
| 23.-27. | Circuito de Lorena                             | França        | 2.1  | Jörg Jaksche          | Tinkoff Credit Systems  |
| 24.-27. | Ronda do Isard                                 | França        | 2.2U | John Devim            | Estats Units            |
| 25.     | Grande Prêmio Hydraulika Mikolasek             | Eslováquia    | 1.2  | Marcin Sapa           | DHL-Author              |
| 25.-28. | Tour de Berlim                                 | Alemanha      | 2.2U | Michael Franzl        | Mapei Heizomat Bayern   |
| 26.     | Clássica Memorial Txuma                        | Espanha       | 1.2  | Borís Xpilévski       | Kio Ene-Tonazzi-DMT     |
| 26.     | Grande Prêmio Kooperativa                      | Eslováquia    | 1.2  | Kristjan Fajt         | Radenska Powerbar       |
| 26.     | SEB Tartu GP                                   | Estónia       | 1.2  | Erki Pütsep           | Bouygues Telecom        |
| 26.     | Giro di Festina                                | Áustria       | 1.2  | Markus Eibegger       | Elk Haus-Simplon        |
| 27.     | Grande Prêmio Palma                            | Eslováquia    | 1.2  | Petr Benčík           | PSK Whirlpool           |
| 28.     | Neuseen Classics                               | Alemanha      | 1.1  | Denis Flahaut         | Jartazi-Promo Fashion   |
| 29.-3.  | Volta a Navarra                                | Espanha       | 2.2  | Maurizio Biondo       | Kio Ene-Tonazzi-DMT     |
| 30.-3.  | Volta à Baviera                                | Alemanha      | 2.hc | Stefan Schumacher     | Gerolsteiner            |
| 30.-3.  | Ringerike GP                                   | Noruega       | 2.2  | Edvald Boasson Hagen  | Maxbo Bianchi           |
| 30.-3.  | Volta à Bélgica                                | Bélgica       | 2.1  | Vladimir Gusev        | Discovery Channel       |
| 31.-3.  | Tour de Gironde                                | França        | 2.2  | Jonathan Thiré        | UC Nantes Atlantique    |

### Junho
| Data    | Carreira                                            | País          | Cat. | Vencedor            | Equipa                    |
| ------- | --------------------------------------------------- | ------------- | ---- | ------------------- | ------------------------- |
| 1.      | Grande Prêmio Tallin-Tartu                          | Estónia       | 1.1  | Erki Pütsep         | Estònia                   |
| 2.      | Grande Prêmio de Kranj                              | Eslovênia     | 1.1  | Borut Božič         | LPR                       |
| 2.      | Grande Prêmio de Plumelec-Morbihan                  | França        | 1.1  | Simon Gerrans       | Ag2r Prévoyance           |
| 2.      | Troféu Alcide Degasperi                             | Itália        | 1.2  | Jacopo Guarnieri    | Marchiol Ima Liquigas     |
| 3.      | Boucles de l'Aulne                                  | França        | 1.1  | Romain Feillu       | Agritubel                 |
| 3.      | Coppa della Pace                                    | Itália        | 1.2  | Marco Cattaneo      | SC Pagnoncelli NGC Perrel |
| 3.      | Grande Prêmio de Llodio                             | Espanha       | 1.1  | David de la Fonte   | Saunier Duval-Prodir      |
| 3.      | Paris-Roubaix sub-23                                | França        | 1.2U | Damien Gaudin       | Vendée Ou                 |
| 3.      | Riga GP                                             | Letônia       | 1.2  | Gatis Smukulis      | Letònia                   |
| 4.-9.   | Volta a Lérida                                      | Espanha       | 2.2  | Francis De Greef    | Davitamon-Win for Life    |
| 5.-10.  | Bałtyk-Karkonosze Tour                              | Polónia       | 2.2  | Roman Broniš        | DHL-Author                |
| 6.-10.  | Tour de Luxemburgo                                  | Luxemburgo    | 2.hc | Grégory Rast        | Team Astana               |
| 8.-10.  | Euskal Bizikleta                                    | Espanha       | 2.hc | Constantino Zaballa | Caisse d'Épargne          |
| 9.      | Grande Prêmio Schwarzwald                           | Alemanha      | 1.1  | Radoslav Rogina     | Perutnina Ptuj            |
| 9.      | Memorial Marco Pantani                              | Itália        | 1.1  | Franco Pellizotti   | Liquigas                  |
| 9.-10.  | OZ Wielerweekend                                    | Países Baixos | 2.2  | Tom Veelers         | Rabobank Continental      |
| 10.     | G. P. Kanton Aargau                                 | Suíça         | 1.hc | John Gadret         | Ag2r Prévoyance           |
| 10.     | Memorial Philippe Van Coningsloo                    | Bélgica       | 1.2  | Frederiek Nolf      | Wielergroep Beveren 200   |
| 12.-16. | Volta à Eslovénia                                   | Eslovênia     | 2.1  | Tomadaž Nose        | Adria Mobil               |
| 12.-17. | Volta a Turingia                                    | Alemanha      | 2.2U | Mathias Frank       | Suíça                     |
| 13.     | Veenendaal-Veenendaal                               | Países Baixos | 1.hc | Steffen Radochla    | Team Wiesenhof            |
| 13.-19. | Circuito Montanhês                                  | Espanha       | 2.2  | Bauke Mollema       | Rabobank Continental      |
| 14.-17. | Grande Prêmio Internacional Paredes Rota dos Móveis | Portugal      | 2.1  | Pedro Cardoso       | LA-MSS                    |
| 14.-17. | Ronde de l'Oise                                     | França        | 2.2  | Fredrik Johansson   | Designa Køkken            |
| 16.     | Delta Profronde                                     | Países Baixos | 1.1  | Denis Flahaut       | Jartazi-Promo Fashion     |
| 18.-24. | Volta à Sérvia                                      | Sérvia        | 2.2  | Matej Stare         | Perutnina Ptuj            |
| 19.-23. | Ster Elektrotoer                                    | Países Baixos | 2.1  | Sebastian Langeveld | Rabobank                  |
| 21.-23. | Mainfranken-Tour                                    | Alemanha      | 2.2  | Anatoli Kaschtan    | Ucraïna                   |
| 21.-24. | Boucles de la Mayenne                               | França        | 2.2  | Nicolas Vogondy     | Agritubel                 |
| 21.-24. | Estrada do Sur                                      | França        | 2.1  | Óscar Sevilla       | Relax-GAM Fuenlabrada     |
| 24.     | Kärnten Viper Grand Prix                            | Áustria       | 1.2  | Martin Riška        | Swiag                     |
| 27.     | Ache-Ingooigem                                      | Bélgica       | 1.1  | Janek Tombak        | Jartazi-Promo Fashion     |
| 27.     | Internationale Wielertrofee Jong Maar Moedig        | Bélgica       | 1.2  | Sven Nys            | Rabobank Continental      |
| 27.     | Volta a Frisia                                      | Países Baixos | 1.1  | Maarten den Bakker  | Skil-Shimano              |

### Julho
| Data    | Carreira                                           | País          | Cat. | Vencedor           | Equipa                                |
| ------- | -------------------------------------------------- | ------------- | ---- | ------------------ | ------------------------------------- |
| 3.      | Troféu Città di Brescia                            | Itália        | 1.2  | Luca Gasparini     | SC Pagnoncelli NGC Perrel             |
| 4.      | Grande Prêmio Gerrie Knetemann                     | Países Baixos | 1.1  | Olivier Kaisen     | Predictor-Lotto                       |
| 4.-8.   | Carreira da Solidariedade e dos Campeões Olímpicos | Polónia       | 2.1  | Łukasz Bodnar      | Intel-Action                          |
| 7.      | Grande Prêmio Bradlo                               | Eslováquia    | 1.2U | Maciej Bodnar      | Polònia                               |
| 7.      | Tour do Jura                                       | Suíça         | 1.2  | Guillaume Levarlet | Auber 93                              |
| 8.      | De Drie Zustersteden                               | Bélgica       | 1.2  | Bert De Waele      | Landbouwkrediet-Tönissteiner          |
| 8.      | Giro do Medeio Brenta                              | Itália        | 1.2  | Adriano Angeloni   | Ceramica Flaminia                     |
| 8.      | Tour de Doubs                                      | França        | 1.1  | Vincent Jérôme     | Bouygues Telecom                      |
| 8.-15.  | Volta à Áustria                                    | Áustria       | 2.hc | Stijn Devolder     | Discovery Channel                     |
| 11.-14. | Grande Prêmio Ciclista de Gemenc                   | Hungria       | 2.2  | Sander Oostlander  | Löwik Meubelen                        |
| 11.-15. | Troféu Joaquim Agostinho                           | Portugal      | 2.1  | Xavier Tondo       | LA-MSS                                |
| 14.     | Cronoscalata Gardone V.T. - Prati di Caregno       | Itália        | 1.2  | Bruno Rizzi        | SC Pagnoncelli NGC Perrel             |
| 15.     | Coppa Colli Briantei Internazionale                | Itália        | 1.2  | Emanuele Moschen   | A.S.D. Unidelta Bottoli Arvedi        |
| 15.     | Grande Prêmio de Dourges-Hénin-Beaumont            | França        | 1.2  | Martin Mortensen   | Designa Køkken                        |
| 15.     | Pomorski Klasyk                                    | Polónia       | 1.2  | Marcin Sapa        | DHL-Author                            |
| 15.-24. | Way to Pekin                                       | Rússia        | 2.2  | Aleksei Kunxin     | Premier                               |
| 18.-22. | Volta à Comunidade de Madri                        | Espanha       | 2.2  | Manel Lloret       | Fuerteventura-Canárias                |
| 20.     | Campeonato da Europa - contrarrelógio sub-23       | Bulgária      | CC   | Maksim Belkov      | Rússia                                |
| 21.     | Giro delle Valli Aretine                           | Itália        | 1.2  | Davide Malacarne   | Zalf Désirée Fior                     |
| 21.     | Grande Prêmio Cristal Energie                      | França        | 1.2  | Florian Morizot    | Auber 93                              |
| 22.     | Campeonato da Europa - carreira em estrada sub-23  | Bulgária      | CC   | Andrei Kliúiev     | Rússia                                |
| 22.     | Giro do Casentino                                  | Itália        | 1.2  | Francesco Ginanni  | Finauto-Neri                          |
| 24.-28. | Dookola Mazowska                                   | Polónia       | 2.2  | Marek Wesołe       | CCC Polsat-Polkowice                  |
| 25.     | Clássica de Ordizia                                | Espanha       | 1.1  | Joaquim Rodríguez  | Caisse d'Épargne                      |
| 25.-29. | Volta à Saxónia                                    | Alemanha      | 2.1  | Joost Posthuma     | Rabobank                              |
| 26.     | Internatie Reningelst                              | Bélgica       | 1.2  | Iljo Keisse        | Chocolade Jacques-Topsport Vlaanderen |
| 26.-29. | Brixia Tour                                        | Itália        | 2.1  | Davide Rebellin    | Gerolsteiner                          |
| 28.-1.  | Tour de Valônia                                    | Bélgica       | 2.hc | Borut Božič        | Team LPR                              |
| 29.     | Grande Prêmio da Villa de Pérenchies               | França        | 1.2  | Peter Ronsse       | Babes Only-Villapark                  |
| 29.     | Grande Prêmio Inda                                 | Itália        | 1.2  | Bruno Rizzi        | SC Pagnoncelli NGC Perrel             |
| 31.     | Circuito de Getxo                                  | Espanha       | 1.1  | Vicente Reynés     | Caisse d'Épargne                      |

### Agosto
| Data    | Carreira                                                   | País       | Cat.   | Vencedor                   | Equipa                                  |
| ------- | ---------------------------------------------------------- | ---------- | ------ | -------------------------- | --------------------------------------- |
| 1.-5.   | Tour de Alsacia                                            | França     | 2.2    | Benoît Luminet             | CR4C Roanne                             |
| 1.-5.   | Volta à Dinamarca                                          | Dinamarca  | 2.hc   | Kurt Asle Arvesen          | Team CSC                                |
| 1.-5.   | Volta a Leão                                               | Espanha    | 2.2    | Miyataka Shimizu           | Nippo Corporation-Meitan Hompo          |
| 2.-4.   | Małopolski Wyścig Górski                                   | Polónia    | 2.2    | Mateusz Komar              | DHL-Author                              |
| 3.      | Grande Prêmio Betonexpressz 2000                           | Hungria    | 1.2    | Žolt Der                   | P-Nívó Betonexpressz 2000 Kft.se        |
| 4.      | Rund um die Hainleite                                      | Alemanha   | 1.1    | Greg Van Avermaet          | Predictor-Lotto                         |
| 4.      | Grande Prêmio Folignano                                    | Itália     | 1.2    | Francesco De Bonis         | SC Monturano Civitanova Cascinare       |
| 4.      | Grande Prêmio P-Nivo                                       | Hungria    | 1.2    | Nebojša Jovanović          | Sèrbia                                  |
| 4.      | Scandinavian Open Road Race                                | Suécia     | 1.2    | Lucas Persson              | Suècia                                  |
| 4.-15.  | Volta a Portugal                                           | Portugal   | 2.hc   | Xavier Tondo               | LA-MSS                                  |
| 5.      | Giro Ciclistico do Cigno                                   | Itália     | 1.2    | Americo Novembrini         | Massi Équipe Euronics                   |
| 5.      | Giro dos Apeninos                                          | Itália     | 1.1    | Alessandro Bertolini       | Serramenti PVC Diquigiovanni            |
| 5.      | Subida a Urkiola                                           | Espanha    | 1.1    | José Ángel Gómez Marchante | Saunier Duval-Prodir                    |
| 5.      | Polynormande                                               | França     | 1.1    | Benoît Vaugrenard          | La Française des jeux                   |
| 5.      | Sparkassen Giro Bochum                                     | Alemanha   | 1.1    | Andy Cappelle              | Landbouwkrediet-Tönissteiner            |
| 6.-9.   | Tour dos Pirenéus                                          | França     | 2.2    | Sergio Pardilla            | Vino Magna-Cropu                        |
| 8.-9.   | Paris-Corrèze                                              | França     | 2.1    | Edvald Boasson Hagen       | Maxbo Bianchi                           |
| 9.      | Grande Prêmio Cidade de Camaiore                           | Itália     | 1.1    | Fortunato Baliani          | Ceramica Panaria-Navigare               |
| 11.     | Giro do Lacio                                              | Itália     | 1.hc   | Gabriele Bosisio           | Tenax                                   |
| 11.     | Copa dos Cárpatos                                          | Polónia    | 1.2    | Mateusz Mróz               | CCC Polsat-Polkowice                    |
| 12.     | Memóriał Henryka Łasaka                                    | Polónia    | 1.1    | Krzysztof Jeżowski         | CCC Polsat-Polkowice                    |
| 12.     | Troféu Internacional Bastianelli                           | Itália     | 1.2    | Francesco De Bonis         | SC Monturano Civitanova Cascinare       |
| 12.     | Troféu Matteotti                                           | Itália     | 1.1    | Filippo Pozzato            | Liquigas                                |
| 12.-15. | Tour de l'Ain                                              | França     | 2.1    | John Gadret                | Ag2r Prévoyance                         |
| 13.     | Grande Prêmio Cidade de Felino                             | Itália     | 1.2    | Tomislav Dãočulović        | B.K. Loborika Croazia                   |
| 14.-18. | Volta a Burgos                                             | Espanha    | 2.hc   | Mauricio Soler             | Barloworld                              |
| 15.     | Puchar Ministra Obrony Narodowej                           | Polónia    | 1.2    | Tarmo Raudsepp             | Rietumu Bank-Riga-Ideal                 |
| 16.     | Grande Prêmio Capodarco                                    | Itália     | 1.2    | Hrvoje Miholjević          | B.K. Loborika Croazia                   |
| 17.     | Gara Ciclistica Milionaria                                 | Itália     | 1.2    | Tomislav Dãočulović        | B.K. Loborika Croazia                   |
| 21.     | Grande Prêmio da Villa de Zottegem                         | Bélgica    | 1.1    | Jonas Aaen Jørgensen       | Team GLS                                |
| 21.     | Três Vales Varesinos                                       | Itália     | 1.hc   | Christian Murro            | Tenax                                   |
| 21.-24. | Tour de Limusino                                           | França     | 2.1    | Pierrick Fédrigo           | Bouygues Telecom                        |
| 22.     | Coppa Agostoni                                             | Itália     | 1.1    | Alessandro Bertolini       | Serramenti PVC Diquigiovanni            |
| 22.     | Druivenkoers Overijse                                      | Bélgica    | 1.1    | Roy Sentjens               | Predictor-Lotto                         |
| 22.-26. | Grande Prêmio Guillermo Tell                               | Suíça      | 2.ncup | Anton Rechetnikov          | Rússia                                  |
| 22.-26. | Regio-Tour                                                 | Alemanha   | 2.1    | Moisés Donas               | Agritubel                               |
| 22.-26. | Volta a Irlanda                                            | Irlanda    | 2.1    | Stijn Vandenbergh          | Unibet.com                              |
| 23.     | Coppa Bernocchi                                            | Itália     | 1.1    | Danilo Napolitano          | Lampre-Fondital                         |
| 24.-26. | Szlakiem Walk Major Hubala                                 | Polónia    | 2.2    | Tomasz Kiendyś             | CCC Polsat-Polkowice                    |
| 25.     | Troféu Melinda                                             | Itália     | 1.1    | Santo Anzà                 | Serramenti PVC Diquigiovanni            |
| 26.     | Châteauroux Classic de l'Indre                             | França     | 1.1    | Christopher Sutton         | Cofidis                                 |
| 26.     | Clássica dos Portos                                        | Espanha    | 1.1    | Héctor Guerra              | Liberty Seguros Continental             |
| 26.     | Rund um den Sachsenring                                    | Alemanha   | 1.2    | Tobias Erler               | 3C-Gruppe                               |
| 26.     | Antwerpse Havenpijl                                        | Bélgica    | 1.2    | Denis Flahaut              | Babes Only-Villapark Lingemeer-Flanders |
| 26.-30. | The paths of Victory Tour                                  | Turquia    | 2.2    | Zoltán Remák               | P-Nívó Betonexpressz 2000 Kft.se        |
| 27.     | Grande Prêmio de Beuvry-a-Forêt                            | França     | 1.2    | Vytautas Kaupas            | Jartazi-Promo Fashion                   |
| 28.-31. | Tour de Poitou-Charentes                                   | França     | 2.1    | Thomas Voeckler            | Bouygues Telecom                        |
| 28.-2.  | Giro do Vale de Aosta                                      | Itália     | 2.2    | Alex Ardila                | G.S. Unidelta Bottoli Arvedi Garda      |
| 29.     | Grande Prêmio Nobili Rubinetterie                          | Itália     | 1.1    | Luis Felipe Laverde        | Ceramica Panaria-Navigare               |
| 29.-2.  | Volta à Eslováquia                                         | Eslováquia | 2.2    | Joost van Leijen           | Van Vliet-EBH Advocaten                 |
| 30.     | Grande Prêmio Indústria e Commercio Artigianato Carnaghese | Itália     | 1.1    | Aurélien Passeron          | Acqua & Sapone                          |

### Setembro
| Data    | Carreira                                 | País          | Cat.   | Vencedor                        | Equipa                                |
| ------- | ---------------------------------------- | ------------- | ------ | ------------------------------- | ------------------------------------- |
| 1.      | Giro do Veneto                           | Itália        | 1.hc   | Alessandro Bertolini            | Serramenti PVC Diquigiovanni          |
| 2.      | Grande Prêmio Jef Scherens               | Bélgica       | 1.1    | Bram Tankink                    | Quick Step-Innergetic                 |
| 4.      | Copa Sels                                | Bélgica       | 1.1    | Kenny Dehaes                    | Chocolade Jacques-Topsport Vlaanderen |
| 5.      | Memorial Rik Van Steenbergen             | Bélgica       | 1.1    | Greg Van Avermaet               | Predictor-Lotto                       |
| 6.-9.   | Giro de Toscana sub-23                   | Itália        | 2.2    | Emanuele Vona                   | Neri Finauto Lucchini                 |
| 6.-15.  | Tour de l'Avenir                         | França        | 2.ncup | Bauke Mollema                   | Països Baixos                         |
| 8.      | Coppa Placci                             | Itália        | 1.hc   | Alessandro Bertolini            | Serramenti PVC Diquigiovanni          |
| 8.-9.   | Triptyque des Barrages                   | Bélgica       | 2.2U   | Gediminas Bagdonas              | Klaipeda-Splendid                     |
| 9.      | Giro da Romagna                          | Itália        | 1.1    | Eddy Serri                      | Miche                                 |
| 9.      | Memorial Davide Fardelli                 | Itália        | 1.2    | Luca Dodi                       |                                       |
| 9.      | Polymultipliée lyonnaise                 | França        | 1.2    | Noan Lelarge                    | Bretagne-Armor Lux                    |
| 9.      | Troféu Salvatore Morucci                 | Itália        | 1.2    | Fabio Terrenzio                 | Vega Acqua & Sapone                   |
| 9.-13.  | Tour de Mevlana                          | Turquia       | 2.2    | Kemal Küçükbay                  |                                       |
| 9.-15.  | Volta à Grã-Bretanha                     | Reino Unido   | 2.1    | Romain Feillu                   | Agritubel                             |
| 11.-16. | Tour de Croácia                          | Croácia       | 2.2    | Radoslav Rogina                 | Perutnina Ptuj                        |
| 15.     | Paris-Bruxelas                           | Bélgica       | 1.hc   | Robbie McEwen                   | Predictor-Lotto                       |
| 15.     | Praga-Karlovy Vary-Praga                 | Chéquia       | 1.2    | Stanislav Kozubek               | PSK Whirlpool-Hradec Králové          |
| 16.     | Chrono Champenois                        | França        | 1.2    | Cameron Wurf                    | Austràlia                             |
| 16.     | Grande Prêmio de Fourmies                | França        | 1.hc   | Peter Velits                    | Wiesenhof-Felt                        |
| 16.     | Volta a Nuremberg                        | Alemanha      | 1.1    | Fabian Wegmann                  | Gerolsteiner                          |
| 16.     | Troféu Gianfranco Bianchin               | Itália        | 1.2    | Americo Novembrini              | Massi Équipe                          |
| 16.-19. | Grande Prêmio de Valônia                 | Bélgica       | 1.1    | Bert De Waele                   | Landbouwkrediet-Tönissteiner          |
| 19.-23. | Drei-Länder-Tour                         | Alemanha      | 2.1    | Thomas Dekker                   | Rabobank                              |
| 21.     | Campeonato de Flandres                   | Bélgica       | 1.1    | Baden Cooke                     | Unibet.com                            |
| 21.     | Tour da Somme                            | França        | 1.1    | Christophe Riblon               | Ag2r Prévoyance                       |
| 22.     | Giro do Canavese                         | Itália        | 1.2U   | Marco Frapporti                 | MX3 CC Cremonese Arvedi Unide         |
| 22.     | Grande Prêmio Cidade de Misano Adriático | Itália        | 1.1    | Danilo Napolitano               | Lampre-Fondital                       |
| 22.     | Tour de Rijke                            | Países Baixos | 1.1    | Gert Steegmans                  | Quick Step-Innergetic                 |
| 23.     | Duo Normando                             | França        | 1.2    | Bradley Wiggins Michiel Elijzen | Cofidis                               |
| 23.     | Grande Prêmio de Isbergues               | França        | 1.1    | Martin Elmiger                  | Ag2r Prévoyance                       |
| 23.     | G. P. Indústria e Comércio de Prato      | Itália        | 1.1    | Filippo Pozzato                 | Liquigas                              |
| 25.     | Ruota d'Oro                              | Itália        | 1.2    | Davide Bonucelli                |                                       |
| 26.     | Omloop van het Houtland                  | Bélgica       | 1.1    | Steven de Jongh                 | Quick Step-Innergetic                 |

### Outubro
| Data  | Corrida                              | País     | Cat. | Vencedor             | Equipa                                 |
| ----- | ------------------------------------ | -------- | ---- | -------------------- | -------------------------------------- |
| 2.    | Omloop van de Vlaamse Scheldeboorden | Bélgica  | 1.1  | Steven de Jongh      | Quick Step-Innergetic                  |
| 3.    | Giro de Münsterland                  | Alemanha | 1.1  | Jos van Emden        | Rabobank Continental                   |
| 4.-7. | Circuito Franco-Belga                | Bélgica  | 2.1  | Gert Steegmans       | Quick Step-Innergetic                  |
| 6.    | Memorial Cimurri                     | Itália   | 1.1  | Leonardo Bertagnolli | Liquigas                               |
| 6.    | Piccolo Giro di Lombardia            | Itália   | 1.2  | Marco Frapporti      | Unidelta-acc.arvedi-Bottoli            |
| 9.    | Monte Paschi Eroica                  | Itália   | 1.1  | Aleksandr Kolobnev   | Team CSC                               |
| 11.   | Coppa Sabatini                       | Itália   | 1.1  | Giovanni Visconti    | Quick Step-Innergetic                  |
| 11.   | Paris-Bourges                        | França   | 1.1  | Romain Feillu        | Agritubel                              |
| 13.   | Giro de Emilia                       | Itália   | 1.hc | Fränk Schleck        | Team CSC                               |
| 14.   | Grande Prêmio Bruno Beghelli         | Itália   | 1.1  | Damiano Cunego       | Lampre-Fondital                        |
| 14.   | Paris-Tours sub-23                   | França   | 1.2U | Jürgen Roelandts     | Davitamon-Win for Life-Jong Vlaanderen |
| 16.   | Prêmio Nacional de Clausura          | Bélgica  | 1.1  | Floris Goesinnen     | Skil-Shimano                           |

### Provas anuladas
| Data | Corrida | País | Cat. | Causa |
| ---- | ------- | ---- | ---- | ----- |

## Classificações
- Fonte: UCI Europa Tour

| #   | Ciclista               | Equipa                       | Pts.  |
| --- | ---------------------- | ---------------------------- | ----- |
| 1.  | Alessandro Bertolini   | Serramenti PVC Diquigiovanni | 633   |
| 2.  | Luca Mazzanti          | Ceramiche Panaria-Navigare   | 462   |
| 3.  | Martijn Maaskant       | Rabobank Continental         | 449   |
| 4.  | Stefan van Dijk        | Wiesenhof-Felt               | 447   |
| 5.  | Edvald Boasson Hagen • | Team Maxbo Bianchi           | 405   |
| 6.  | Romain Feillu          | Agritubel                    | 384   |
| 7.  | Xavier Tondo           | LA-MSS                       | 373   |
| 8.  | Cândido Barbosa        | Liberty Seguros              | 372   |
| 9.  | Janek Tombak           | Jartazi-Promo Fashion        | 363   |
| 10. | Robert Hunter          | Barloworld                   | 361   |
| 11. | Mikhaïl Ignatiev •     | Tinkoff Credit Systems       | 349,5 |
| 12. | Radoslav Rogina        | Perutnina Ptuj               | 329   |
| 13. | Steffen Radochla       | Wiesenhof-Felt               | 308   |
| 14. | Lars Boom •            | Rabobank Continental         | 306   |
| 15. | Tomasz Kiendyś         | CCC Polsat-Polkowice         | 300   |
| 16. | Andy Cappelle          | Landbouwkrediet-Tönissteiner | 299   |
| 17. | Bert De Waele          | Landbouwkrediet-Tönissteiner | 291   |
| 18. | Borut Božič            | Team LPR                     | 288   |
| 19. | Eladio Jiménez         | Karpin Galiza                | 282   |
| 20. | Christian Pfannberger  | Elk Haus-Simplon             | 274   |

| #   | Ciclista                              | País          | Pts.   |
| --- | ------------------------------------- | ------------- | ------ |
| 1.  | Rabobank Continental                  | Países Baixos | 1552   |
| 2.  | Barloworld                            | Reino Unido   | 1438   |
| 3.  | Ceramiche Panaria-Navigare            | Irlanda       | 1437   |
| 4.  | Wiesenhof-Felt                        | Alemanha      | 1355   |
| 5.  | Team LPR                              | Suíça         | 1277   |
| 6.  | Tinkoff Credit Systems                | Itália        | 1237,5 |
| 7.  | Agritubel                             | França        | 1215   |
| 8.  | Tenax                                 | Irlanda       | 1143   |
| 9.  | Relax-GAM                             | Espanha       | 1114   |
| 10. | Perutnina Ptuj                        | Eslovênia     | 1113   |
| 11. | Landbouwkrediet-Tönissteiner          | Bélgica       | 1072   |
| 12. | Serramenti PVC Diquigiovanni          | Venezuela     | 1040   |
| 13. | Skil-Shimano                          | Países Baixos | 1031   |
| 14. | CCC Polsat-Polkowice                  | Polónia       | 998    |
| 15. | Jartazi-Promo Fashion                 | Bélgica       | 962    |
| 16. | DHL-Author                            | Polónia       | 903    |
| 17. | Chocolade Jacques-Topsport Vlaanderen | Bélgica       | 863    |
| 18. | Liberty Seguros                       | Portugal      | 849    |
| 19. | Acqua & Sapone                        | Itália        | 833,6  |
| 20. | Elk Haus-Simplon                      | Áustria       | 770    |

| #   | País          | Pts.   |
| --- | ------------- | ------ |
| 1.  | Itália        | 2868,4 |
| 2.  | Espanha       | 2475   |
| 3.  | Países Baixos | 2425   |
| 4.  | Rússia        | 2031,5 |
| 5.  | Bélgica       | 1741   |
| 6.  | Polónia       | 1725   |
| 7.  | França        | 1623   |
| 8.  | Eslovênia     | 1542   |
| 9.  | Alemanha      | 1485   |
| 10. | Portugal      | 1357   |
| 11. | Ucrânia       | 1175   |
| 12. | Eslováquia    | 1006   |
| 13. | Croácia       | 977    |
| 14. | Dinamarca     | 942    |
| 15. | Bielorrússia  | 876,3  |
| 16. | Áustria       | 847    |
| 17. | Noruega       | 770    |
| 18. | Estónia       | 723    |
| 19. | Lituânia      | 674    |
| 20. | Bulgária      | 637    |

| #   | País (Sub-23) | Pts.   |
| --- | ------------- | ------ |
| 1.  | Rússia        | 1372   |
| 2.  | Países Baixos | 1017   |
| 3.  | Itália        | 926    |
| 4.  | França        | 695    |
| 5.  | Bélgica       | 632    |
| 6.  | Alemanha      | 579,75 |
| 7.  | Eslovênia     | 558    |
| 8.  | Noruega       | 503    |
| 9.  | Dinamarca     | 457    |
| 10. | Lituânia      | 442    |
| 11. | Eslováquia    | 422    |
| 12. | Polónia       | 419    |
| 13. | Portugal      | 396    |
| 14. | Suíça         | 293    |
| 15. | Letônia       | 205    |
| 16. | Moldávia      | 192    |
| 17. | Hungria       | 179    |
| 18. | Espanha       | 171,5  |
| 19. | Luxemburgo    | 169    |
| 20. | Ucrânia       | 165    |